# Джундрин, Самуил
Самуил Джундрин (болг. Самуил Джундрин; 27 апреля 1920 года, село Генерал-Николаево, Болгария — 19 марта 1998 года, Пловдив, Болгария) — католический иерарх, епископ Никопола с 14 декабря 1978 года по 28 июня 1994 года. Член монашеского ордена ассумпционистов.

## Биография
Родился 27 апреля 1920 года в селе Генерал-Николаево (сегодня — часть города Раковски). С 1931 по 1934 год обучался в средней семинарии в городе Ямбол, после которой продолжил своё образование в семинарии в Пловдиве. С 1939 года проживал во Франции, где вступил в орден ассумпционистов. С 1940 по 1944 год изучал философию и богословие. 4 июня 1944 года был рукоположен в священники.
В 1947 году возвратился в Болгарию, где преподавал в колледже святого Августина в Пловдиве. После закрытия колледжа переехал на север Болгарии. Был назначен епископом Евгением Босилковым настоятелем в сёлах Бырдарски-Геран и Брегаре. В 1952 году возвратился в Пловдив. Коммунистические власти запретили ему служить в Пловдиве и он был назначен викарием в селе Калояново.
14 декабря 1978 года римский папа Иоанн Павел II назначил его епископом Никопола. 27 мая 1979 года в соборе святого Петра в Риме состоялось рукоположение в епископа, которое совершил римский папа Иоанн Павел II в сослужении с кардиналом Дурайсами Лурдусами, титулярным архиепископом Тагоры и нунцием в Колумбии Эдуардо Мартинесом Срмало.
28 июня 1994 подал в отставку. Проживал в монастыре ассумпционистов. Скоропостижно скончался в Пловдиве 19 марта 1998 года.